# Calymperastrum latifolium
Calymperastrum latifolium är en bladmossart som beskrevs av Stone 1986. Calymperastrum latifolium ingår i släktet Calymperastrum och familjen Pottiaceae. Inga underarter finns listade i Catalogue of Life.